# Utonagan
L'Utonagan è una razza canina non riconosciuta dalla FCI. La sua caratteristica è la somiglianza con il lupo, infatti le sue origini sono legate a cani come gli Alaskan Malamute, i Siberian Husky e il Pastore Tedesco.

## Aspetto
Grande e muscoloso è dotato di una configurazione snella. Possiede un doppio e spesso pelo che cambia in inverno ed in estate. I colori ammessi sono grigio argentato, crema, marrone e nera e una mascherina attorno agli occhi bianca, caratteristica dei lupi. Inoltre si possono trovare anche cani completamente bianchi che neri.

## Salute
Il pelo li mantiene caldi nelle stagioni fredde, ma hanno difficoltà a stare freschi durante le più calde giornate estive. Vive da 10 a 15 anni. È generalmente agile, attivo e sano, ma non deve fare essere costretto ad esercizi pesanti fin quando le sue ossa non sono completamente mature e resistenti.

## Storia
L'Utonagan e l'Inuit nordico sono due razze generate da 5 cani da salvataggio dall'origine sconosciuta, importati nel Regno Unito dall'America nel 1987. In seguito vennero consentiti incroci con l'Husky siberiano, l'Alaskan Malamute e il Pastore tedesco.
I cani originali erano allevati da Edwina Harrison. Buck, l'esemplare fondatore della razza, assomigliava ad un Malamute. I suoi cuccioli erano simili ai lupi, e quindi utilizzati per l'allevamento. A quel tempo si credeva che tra l'Utonagan e l'Inuit nordico non ci fosse nessuna differenza razziale. La società degli Utonagan ha studiato le diverse linee di sangue possedute dalle due razze, giungendo alla conclusione che l'Utonagan e l'Inuit nordico sono due razze distinte e separate.
Il nome Utonagan è stato preso da Lyn Barraclough, uno dei selezionatori originali, dalla storia Avventura con un Totem, tratta dai miti e dalle leggende degli indiani nordamericani, di Lewis Spence: proviene originariamente da un racconto del popolo Chinook dove Ut ô'naqan è interpretato come “spirito del lupo".